# تونی کولت
تونی کولِت (انگلیسی: Toni Collette؛ زادهٔ ۱ نوامبر ۱۹۷۲) بازیگر استرالیایی است. او نخستین نقش سینمایی خود را در سال ۱۹۹۲ در فیلم اسپاتسوود بازی کرد. نقش موفقیت‌آمیز او در درام کمدی عروسی موریل (۱۹۹۴) بود که نامزدی جایزه گلدن گلوب را برای او به ارمغان آورد. کولت برای بازی در فیلم مهیج حس ششم (۱۹۹۹) مورد تحسین قرار گرفت و نامزد جایزه اسکار بهترین بازیگر نقش مکمل زن شد.
کولت برای بازی در کمدی رمانتیک درباره یک پسر (۲۰۰۲) و درام کمدی میس سان‌شاین کوچولو (۲۰۰۶) نامزد جایزه بفتای بهترین بازیگر نقش مکمل زن شد. دیگر فیلم‌های او شامل اما (۱۹۹۶)، معدن طلای مخملی (۱۹۹۸)، ساعت‌ها (۲۰۰۲)، داستان ژاپنی (۲۰۰۳)، در موقعیت او (۲۰۰۵)، شب وحشت (۲۰۱۱)، راه، راه بازگشت (۲۰۱۳)، کرمپوس (۲۰۱۵)، موروثی (۲۰۱۸)، چاقوکشی (۲۰۱۹)، من به پایان دادن به اوضاع فکر می‌کنم (۲۰۲۰) و کوچه کابوس (۲۰۲۱) می‌شوند.

## زندگی
کولت دو برادر کوچکتر از خود دارد. او تا شش سالگی در حومه‌شهر گلیب بزرگ شد، سپس در بلک‌تاون. پدرش، باب کولت، راننده کامیون بود و مادرش، جودی، نمایندهٔ خدمات مشتریان بود. کولت بعداً فهمید که پدرش باب به احتمالِ قوی نتیجهٔ رابطه غیر زناشویی مادربزرگش با ناو استوار یکم نیروی دریایی آمریکا بوده که طی و پس از جنگ جهانی دوم در استرالیا مستقر شده بود. مادربزرگش و شوهرش استنلی در حال طلاق بودند و آزمایش دی‌ان‌ای باب مشخص کرد که استنلی پدر بیولوژیکی او نیست. با وجود درخواست عمومی در آگوست ۲۰۱۵، نام پدربزرگ بیولوژیکی او مشخص نیست.

## فیلم‌شناسی
- اسپاتسوود (۱۹۹۲)
- عروسی موریل (۱۹۹۴)
- نعش‌کش (۱۹۹۶)
- کوسی (۱۹۹۶)
- معدن طلای مخملی (۱۹۹۸)
- اما (۱۹۹۸)
- حس ششم (۱۹۹۹)
- شفت (۲۰۰۰)
- تغییر مسیر (۲۰۰۲)
- کارهای کثیف (۲۰۰۲)
- داستان ژاپنی (۲۰۰۳)
- ساعت‌ها (۲۰۰۳)
- کانی و کارلا (۲۰۰۴)
- در موقعیت او (۲۰۰۵)
- لچک به سر (۲۰۰۷)
- میس سان‌شاین کوچولو (۲۰۰۶)
- فاستر (۲۰۱۱)
- هیچکاک (۲۰۱۲)
- روانی (۲۰۱۲)
- تمی (۲۰۱۴)
- تریپل اکس: بازگشت زندر کیج (۲۰۱۷)
- بازشده (۲۰۱۷)
- پرنده‌های زرد (۲۰۱۷)
- موروثی (۲۰۱۸)
- چاقوکشی (۲۰۱۹)
- مادر مافیا (۲۰۲۳)